# رالی لهستان ۲۰۲۴
رالی لهستان ۲۰۲۴ (همچنین با عنوان اورلن هشتادمین رالی لهستان ۲۰۲۴ شناخته می‌شود) یک رویداد اتومبیل‌رانی برای اتومبیل‌های  رالی بود که طی چهار روز از ۲۷ تا ۳۰ ژوئن ۲۰۲۴ پر لهستان برگزار شد. این رالی هشتادمین دوره مسابقات رالی لهستان بود و هفتمین دور ازمسابقات رالی قهرمانی جان ۲۰۲۴، مسابقات رالی قهرمانی جهان ۲ و مسابقات رالی قهرمانی جهان ۳ بود. این رویداد در میکووایکی در استان وارمی-ماسوری و در ۱۹ مرحله ویژه برگزار شد که در مجموع رانندگان مسافت رقابتی ۳۰۴٫۱۰ کیلومتر (۱۸۸٫۹۶ مایل) را طی کردند.